# Peter Schwindt
Peter Schwindt (* 3. Mai 1964 in Bonn) ist ein deutscher Journalist und Schriftsteller.

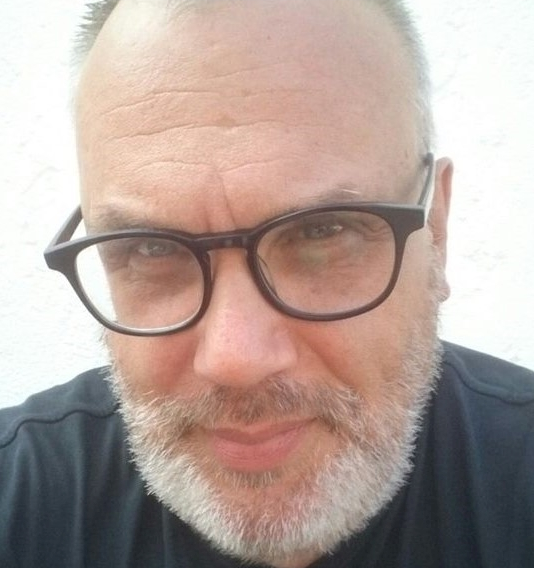
Peter Schwindt, 2018

## Leben
Peter Schwindt studierte Germanistik, Komparatistik und Theaterwissenschaften in Berlin und Bonn, brach sein Studium aber nach vierzehn Semestern ab. Er arbeitete als Volontär und Redakteur beim Bastei-Verlag (Comics) und als Redakteur beim Markt und Technik-Verlag München. Anschließend war er Projektleiter und Game Designer bei Sunflowers Software in Obertshausen.
Seit 1997 ist Peter Schwindt freiberuflich tätig und schreibt unter anderem als Hörspiel- und Drehbuchautor für Radio und Fernsehen. So verfasste er im Jahr 2000 für den WDR die Hörspielserie Justin Time, die er drei Jahre später zu einem fünfbändigen Romanprojekt um den Zeitreisenden Justin Time ausbaute. Für dessen ersten Band Zeitsprung wurde Schwindt 2004 mit der Segeberger Feder ausgezeichnet.

## Werke
Drehbücher
- Die Blume, ZDF
- Max und Ko, ZDF
- Hänsel und Gretel, ZDF 2005

Hörspiele
- Justin Time, WDR 2000
- Drei Bären in der Weihnachtsnacht, WDR 2002
- Morland 1 – Die Rückkehr der Eskatay, Bearbeitung und Regie: Leonhard Koppelmann, Headroom Sound Production 2009
- Morland 2 – Die Blume des Bösen, Bearbeitung und Regie: Leonhard Koppelmann, Headroom Sound Production 2011 (nominiert für den Deutschen Hörbuchpreis 2012)
- Morland 3 – Das Vermächtnis der Magier, Bearbeitung und Regie: Leonhard Koppelmann, Headroom Sound Production 2012

Bücher
- Schwarzfall, Piper 2010
- Lebenslang, Piper 2011
- Ich bin dein, du bist mein, Ravensburger 2014
- Borderland, Fischer Sauerländer 2018
- Finsterbrook – Vier Freunde und ein Höllenhund, Fischer Sauerländer 2021

- Justin Time
  - Zeitsprung, 2004
  - Der Fall Montauk, 2004
  - Das Portal, 2005
  - Verrat in Florenz, 2005
  - Mission London, 2006

- Gwydion
  - Gwydion: Der Weg nach Camelot, 2006
  - Gwydion: Die Macht des Grals 2006
  - Gwydion: König Arturs Verrat, 2007
  - Gwydion: Merlins Vermächtnis, 2007

- Libri Mortis
  - Flüsternde Schatten, 2005
  - Schlaflose Stimmen, 2007
  - Lauernde Stille, 2007

- Morland
  - Die Rückkehr der Eskatay, März 2009
  - Die Blume des Bösen, Oktober 2009
  - Das Vermächtnis der Magier, März 2010

## Auszeichnungen
- Segeberger Feder 2004 für Zeitsprung